# Quai Sainte-Barbe
Le quai Sainte-Barbe est une artère de Liège (Belgique) située à Outremeuse, sur la rive droite de la Meuse, en amont du pont Maghin et entre le quai des Tanneurs et le quai Godefroid Kurth.

## Odonymie
Le quai rend hommage à sainte Barbe, martyre du IIIe siècle qui était la protectrice de l'ancien hospice Sainte-Barbe des filles insoumises fondé en 1698 par Jean-Ernest Surlet de Chockier et devenu le Balloir.

## Description
Ce quai pavé et arboré longeant la rive droite de la Meuse applique un sens unique de circulation automobile d'amont vers l'aval jusqu'à l'entrée de la place Sainte-Barbe et un double sens entre cette place et le pont Maghin.  L'accès vers le quai des Tanneurs n'est possible que pour les piétons et les cyclistes. Sur la rive opposée, se trouve le quai de Maestricht et le palais Curtius.

## Patrimoine
Au no 20, se situe un immeuble de style Art Déco daté en façade de 1930.
Au no 25, le quai possède un pan de muraille du XVIe siècle.

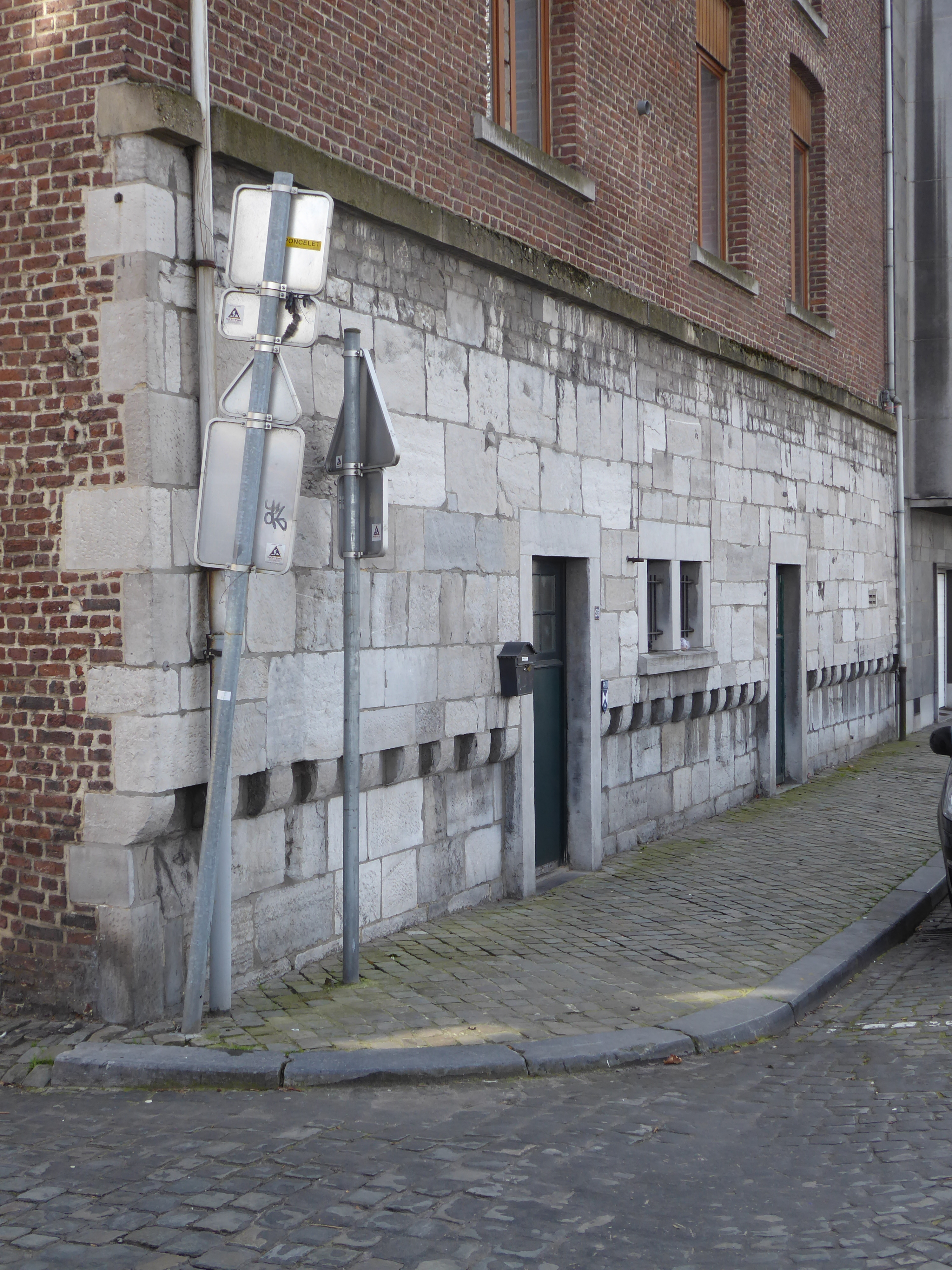
Pan de muraille du XVIe siècle

## Voiries adjacentes
- Quai des Tanneurs
- Rue des Tanneurs
- Place Sainte-Barbe
- Rue Adolphe Maréchal
- Pont Maghin
- Quai Godefroid Kurth